# Новий (Гіагінський район)
Новий (рос. Новый; адиг. ГъэпсыгъакІ) — селище Гіагінського району Адигеї Росії. Входить до складу Айрюмовського сільського поселення.

## Сучасність
Усього 14 вулиць і 3 провулка. Є Середня загальноосвітня школа №7 і дошкільний заклад № 9 «Дюймовочка», Дільнича лікарня і Міжпоселенський Будинок культури. Населення —  1921 особа (2015 рік).

## Географія
Площа території селища становить - 3,03 км², на які припадають 2,29% від загальної площі сільського поселення. Населений пункт розташований на Закубанській похилій рівнині, у перехідній від рівнинної в передгірську зону республіки. Середні висоти на території селища становлять близько 116 метрів над рівнем моря. Рельєф місцевості є горбистою рівниною, що має загальний ухил з південного заходу на північний схід, з горбисто-курганними і горбистими височинами. Долини річок порізані балками і пониженнями. Гідрографічна мережа представлена річками Улька і Айрюм, які зливаються в центрі селища і утворюють велику загату. Долина річки Улька зайнята густим мішаним лісом.